# 波形靈芝珊瑚
波形靈芝珊瑚（学名：Lithophyllon undulatum）为蕈珊瑚科靈芝珊瑚屬下的一个种。